# Spirotetramat
Spirotetramat (ISO-naam) is een insecticide uit de groep van keto-enolen, ontwikkeld door Bayer CropScience. Bayer brengt het op de markt onder de merknamen Movento en Batavia.

## Werking
Spirotetramat is werkzaam tegen stekend-zuigende insecten, waaronder bladluizen, mijten en witte vlieg. De werking berust op de onderbreking van de biosynthese van lipiden in de insecten. Het is een systemisch insecticide, dat op de bladeren van de plant wordt versproeid en in de bladeren doordringt. In de plant wordt het gehydrolyseerd tot de enolvorm door afsplitsing van de centrale ethoxycarbonylgroep. Het ontstane enol is tamelijk stabiel door het feit dat de dubbele binding zich in een ring bevindt en door de conjugatie met de amidegroep (voornamelijk) en de benzeenring. Het gevormde enol is bovendien veel beter in water oplosbaar zodat het zich in de plant op- en neerwaarts kan verplaatsen zodat het ook de wortels beschermt.

## Regelgeving
In 2007 verkreeg Bayer de eerste toelating voor de stof, in Tunesië. In de Europese Unie is de stof per 1 mei 2014 erkend.

## Toxicologie en veiligheid
Spirotetramat heeft een matige tot lage acute toxiciteit. De stof is niet irriterend voor de huid maar wel voor de ogen, en het kan de huid sensitiseren. Bij proeven op ratten heeft men niet kunnen aantonen dat de stof kankerverwekkend is.
De stof is giftig voor ongewervelde waterdieren en oesters, en blijkt ook giftig voor bijen.